# Dunaföldvár
Dunaföldvár é uma cidade da Hungria, situada no condado de Tolna. Tem 111,42 km² de área e sua população em 2019 foi estimada em 8.593 habitantes.